# Мерон (Альпы Верхнего Прованса)
Меро́н (фр. Meyronnes, окс. Maironas) — коммуна во Франции, находится в регионе Прованс — Альпы — Лазурный Берег. Департамент коммуны — Альпы Верхнего Прованса. Входит в состав кантона Барселоннет. Округ коммуны — Барселоннет.
Код INSEE коммуны — 04120.

## Население
Население коммуны на 2008 год составляло 77 человек.
| 1962 | 1968 | 1975 | 1982 | 1990 | 1999 | 2008 |
| ---- | ---- | ---- | ---- | ---- | ---- | ---- |
| 32   | 31   | 46   | 31   | 48   | 44   | 77   |

## Экономика
Экономика в значительной мере опирается на туризм.
В 2007 году среди 51 человека в трудоспособном возрасте (15—64 лет) 36 были экономически активными, 15 — неактивными (показатель активности — 70,6 %, в 1999 году было 78,1 %). Из 36 активных работали 33 человека (16 мужчин и 17 женщин), безработных было 3 (2 мужчин и 1 женщина). Среди 15 неактивных 4 человека были учениками или студентами, 8 — пенсионерами, 3 были неактивными по другим причинам.

## Достопримечательности
- Приходская церковь Сен-Дона (XIX век)
- Часовня Св. Иоанна Крестителя (1857 год)
- Церковь Сент-Ур (1773 год)
- Солнечные часы (1718 год)